# Харкив, Виктор
Виктор Харкив — украинский националистический деятель, хорунжий Украинской повстанческой армии, командующий военным округом УПА ВО-1 «Башта» (11.1943 — 1.09.1944).

## Биография
Закончил сельскохозяйственную школу во Львове, в 1938 присоединился к Организации украинских националистов.
В 1939—1941 находился в Кракове, работая в СБ ОУН и военной референтуре. С мая 1941 года был солдатом 3-й роты батальона «Нахтигаль», с декабря 1941 по декабрь 1942 в 201-м батальоне Шуцманшафта В 1943—1944 изучал сельское хозяйство в аграрном лицее во Львове.
С июля 1943 Виктор Харьков был военным референтом ОУН во Львове, а с ноября 1943 командующим ВО-1 «Башта». Численно это была наименьшая ВО в УПА-Запад и действовала она кратчайший промежуток времени. Части этой ВО занимались в основном подготовкой и не вели больших боев.
Приказом ГВШ УПА-Запад от 1 сентября 1944 ВО-1 «Башня» расформировали и присоединили к ВО-2 «Буг», реформирования заняло около месяца, до начала октября. В 1945 бывший поприще ПО-1 и батальоны «Холодноярцы», «Переяслава» стали базой вновь 13-го (Львовского) Тактического отрезке «Расточье» ВО-2 «Буг».
С сентября 1946 Харкив был военным инструктором ВО-2 «Буг».
В 1946 году его арестовало НКВД и он был приговорен к 10 годам, проведенных в лагерях в районе Норильска. В 1956, после завершения наказания, Виктор Харкив вернулся во Львов, где жил до самой смерти в 1988 году.